# Fioretta
A Fioretta latin eredetű női név, jelentése: virágocska. Változatai: Fióra, Fiorella

## Névnapok
- július 29.
- január 8.[2]
- február 10.
- július 29.[2]
- november 24.[2]
- november 26.[2]

## Külső hivatkozások
- Az MTA Nyelvtudományi Intézete által anyakönyvi bejegyzésre alkalmasnak minősített utónevek jegyzéke